# Rolf Svartengren
Rolf Georg Svartengren, född 23 januari 1919 i Torsång, Kopparbergs län, död 19 maj 1990 i Lidingö, var en svensk militär (överste). 

## Biografi
Svartengren avlade studentexamen i Västervik 1939 och officersexamen 1942. Han utnämndes till fänrik i Flygvapnet 1942, till löjtnant 1944 och till kapten 1949. Efter tjänstgöring vid Svea flygflottilj (F 8) 1942 och Krigsflygskolan (F 5) 1943–1947 genomgick Svartengren Flygkrigshögskolans allmänna kurs 1947–1948 och dess stabskurs 1948–1949. Han var lärare vid Flygkrigshögskolan 1949–1954 och stabschef för Andra flygeskadern (E 2) i Göteborg 1954–1957. Svartengren befordrades till major 1954, till överstelöjtnant 1958, till överste 1963 och till överste av första graden 1966. Han var chef för Flygvapnets bomb- och skjutskola (FBS) 1957–1959, chef för Flygkadettskolan (F 20) 1959–1964, flottiljchef vid Västmanlands flygflottilj (F 1) 1964–1966, chef för Operationsledning 3 i Försvarsstaben 1966–1973 och chef för Sektion 2 i Flygstaben 1973–1979. Svartengren blev riddare av Svärdsorden 1959, kommendör av samma orden 1966 och kommendör av första klassen 1969. Han är gravsatt i minneslunden på Lidingö kyrkogård.